# St. Laurentius (Hart)

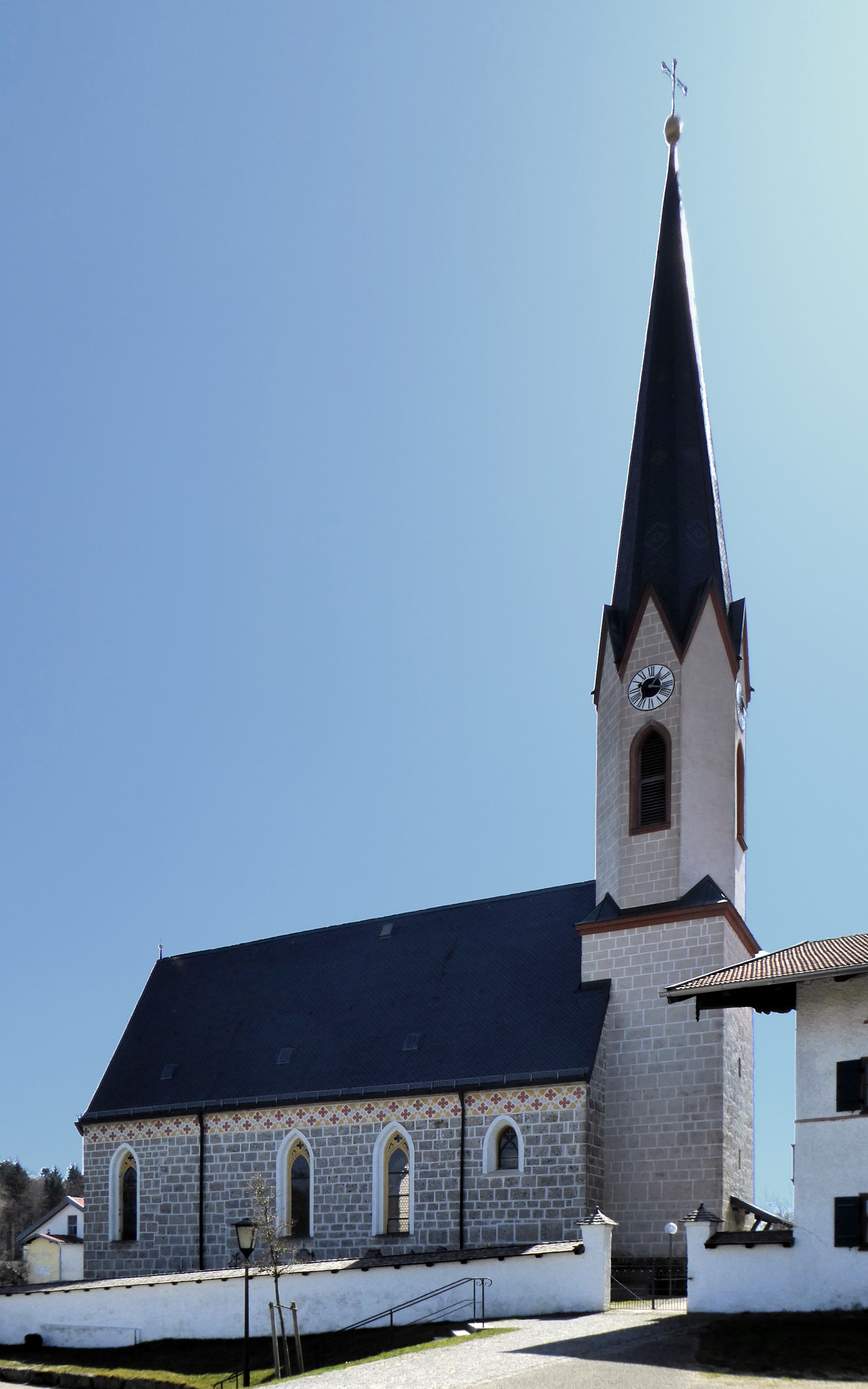
St. Laurentius in Hart

Die römisch-katholische Pfarrkirche St. Laurentius steht in Hart, einem Gemeindeteil von Chieming im oberbayerischen Landkreis Traunstein. Das Bauwerk ist in der Liste der Baudenkmäler in Chieming als Baudenkmal unter der Nr. D-1-89-114-17 eingetragen. Die Kirche gehört zum Dekanat Traunstein im Erzbistum München und Freising. Kirchenpatron der Kirche ist Laurentius von Rom.

## Beschreibung
Das Langhaus der Saalkirche blieb vom spätgotischen Vorgängerbau aus dem 15. Jahrhundert erhalten. Daran wurden im Westen 1757/59 der Kirchturm auf quadratischem Grundriss und 1888 im Osten der dreiseitig geschlossene Chor angebaut. An der Südwand des Chors befindet sich ein Vorzeichen, in dem sich mehrere Skulpturen befinden. Das achteckige, mit einem spitzen Helm bedeckte Obergeschoss des Turms enthält den Glockenstuhl. Über den Klangarkaden sind die Zifferblätter der Turmuhr angebracht.
Der Innenraum des Langhauses ist mit einem Netzgewölbe überspannt, der des Chors mit einem Sterngewölbe. Die Orgel wurde 1878 von Balthasar Pröbstl gebaut.